# 大里杙保正集會所

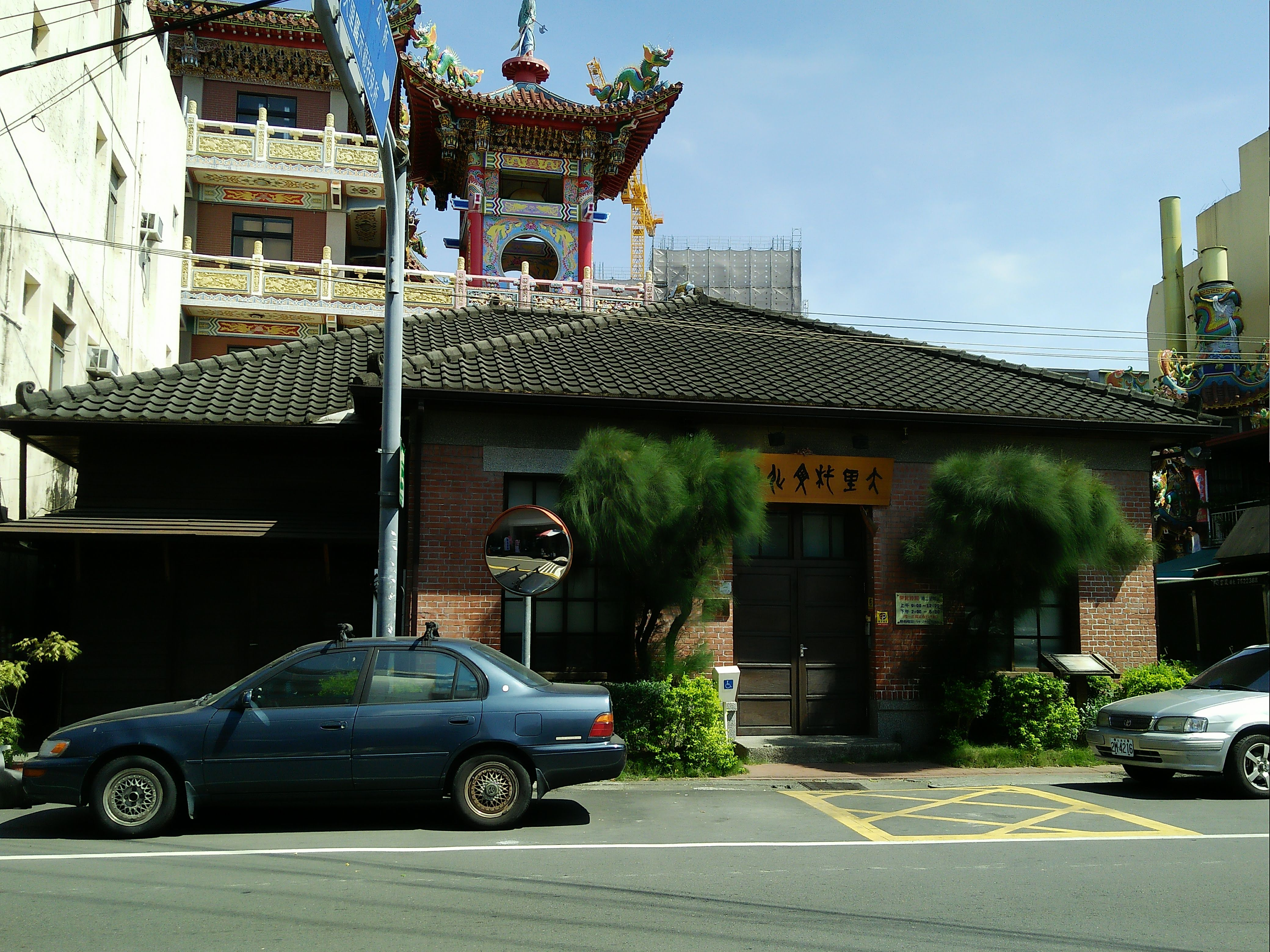
集會所的西北面（新興路側）

大里杙保正集會所位於臺灣臺中市大里區，大里杙福興宮的隔壁。該建物是臺灣日治時期大里杙地區保正們的集會場所，現作為「大里杙文化館」使用。

## 沿革
大里杙保正集會所建於昭和四年（1929年），跟庄役場同時興建。二次大戰後，該建物曾作為戶政事務所使用，之後又曾作為大新社區活動中心。
民國88年（1999年），因配合大里杙老街風貌再造計畫，整建為現今樣貌，並設立「大里杙文物館」展覽當地史料文物。民國102年（2013年）10月22日，列為歷史建築。